# Muna Hawwa
Muna Hawwa (en árabe: مُنى حَوّا‎; Safed, siglo XX) es una creadora de contenidos y periodista palestina. Ha trabajado como presentadora en AJ+ Árabe y ha blogueado en Mudawwanat Al Jazeera.

## Trayectoria
Muna Hawwa es una periodista palestina de Safes. Creció y estudió en Sudán, desde la escuela primaria hasta la maestría. Completó su maestría en historia en el Instituto de Estudios de Doha en Catar. Y una maestría en ciencias políticas en estudios africanos de la Universidad Internacional de África en Jartum. Vivió y trabajó como periodista en muchas capitales árabes como Amán, Riad, Jartum y Doha. Escribe en un blog sobre historia, especialmente la historia de al-Ándalus, así como sobre arquitectura y viajes.
Alrededor de 2012, fue coordinadora de medios de al-Multaqa al-Ma'rafi ash-Shababi (الملتقى المعرفي الشبابي), una organización fundada por estudiantes para estudiantes intelectualmente curiosos de universidades jordanas. En el servicio de noticias en línea AJ+ de Al Jazeera en árabe, fue productora y presentadora.
En febrero de 2019, tuvo una disputa con Dhahi Khalfan Tamim en Twitter por su caracterización (de él) de la conquista musulmana de Hispania como una "ocupación".

### Suspensión deAJ+
El 17 de mayo de 2019, el día en que el parlamento alemán designó la campaña de Boicot, Desinversión y Sanciones (BDS) como antisemita, AJ+ Arabe, un servicio de noticias on-line orientado a los jóvenes de Al Jazeera Media Network, publicó un video de 7 minutos presentado por Hawwa titulado al-Holokost (الهولوكوست tdl. ‘The Holocaust’) sobre el Holocausto y el establecimiento del Estado de Israel. El vídeo fue condenado como antisemita por el Ministerio de Asuntos Exteriores de Israel y el Congreso Judío Mundial. En un tuit, he, portavoz del Ministerio de Asuntos Exteriores israelí, condenó el vídeo como "el peor tipo de mal pernicioso", acusando a Al Jazeera de lavar el cerebro a los jóvenes árabes y describiendo a la red como "descendientes ideológicos de “Der Stürmer””. Aproximadamente una hora después, la cuenta oficial árabe de Twitter de Asuntos Exteriores de Israel compartió el vídeo, con el texto "Mentiras de la red Al Jazeera (Al Jazeera Plus) sobre el Holocausto..." (كاذيب شبكة الجزيرة (الجزيرة بلس) حول الهولوكوست...), seguido de una serie de tweets.
Al Jazeera retiró el vídeo en 24 horas, después de que, según algunos informes, hubiera alcanzado más de 1,1 millones de visitas, y declaró en Twitter : "Al Jazeera Media Network eliminó un vídeo producido por AJ+ Arab porque violaba los estándares editoriales de la red". El vídeo fue conservado en dos partes por el Instituto de investigaciones de medios de comunicación en el Oriente Medio, una organización fundada por Yigal Carmon y descrita por la crítica como grupo de defensa pro-Israel.
Hawwa y su colega Amer al-Sayed Omar fueron objeto de medidas administrativas disciplinarias por parte de Al Jazeera Media Network. Además, Al Jazeera anunció un programa interno de capacitación y concientización sobre la sensibilidad, y el director general de AJ+, Dima Khatib, admitió que el video había sido producido sin la supervisión editorial adecuada.

El 22 de mayo de 2019 Hawwa respondió públicamente en árabe e inglés a las medidas disciplinarias que Al Jazeera Media Network tomó en su contra, con un tuit y una publicación en Facebook:
Aclaración: Con respecto al debate sobre mi historia del Holocausto, me veo obligada a aclarar los siguientes puntos, no comentaré ninguna discusión posterior después de esta aclaración. Por supuesto, hay detalles igualmente importantes que pueden revelarse a su debido tiempo: Mi historia no negaba el Holocausto, ni lo justificaba, ni argumentaba si es un crimen contra la humanidad que merece toda condena. Es sin duda uno de los crímenes más horribles de la historia. Sin embargo, lo que se dice en el vídeo sobre el abuso sionista del dolor y sufrimiento de las víctimas del Holocausto es una afirmación que ya ha sido planteada por muchos académicos, historiadores y periodistas contra este movimiento colonial racista...